# 南宁广播电视台
南宁广播电视台，是中华人民共和国广西壮族自治区南宁市的一家广播电视播出机构，也是由中共南宁市委、南宁市人民政府控制的广播电视台。

## 频道列表
南宁广播电视台目前有4套电视台频道和4条广播频率。

### 电视频道
南宁电视台作为南宁本地的电视台，信号主要覆盖南宁全市。
2007年开始，南宁电视台与香港、澳门，以及东盟各国等国家和地区的媒体和机构一起，联合制作“春天的旋律”跨国春节晚会，并在南宁新闻综合频道首播。2007年9月，广西首台数字电视卫星新闻采集车在南宁电视台投入使用。2010年2月，南宁电视台2号高清新闻直播演播室投入使用。2021年2月1日，该台所拥有的4条电视频道全部开始播出高畫質電視。
| 頻道名稱     | 语言   | 广播格式                         | 啟播時間 | 频道前身 | 備註 |
| 新闻综合频道 | 普通話 | SD: PAL 576i 16:9 HD：1080i 16:9 |          |          |      |
| 文旅生活频道 | 普通話 | SD: PAL 576i 16:9 HD：1080i 16:9 |          |          |      |
| 影视娱乐频道 | 普通話 | SD: PAL 576i 16:9 HD：1080i 16:9 |          |          |      |
| 公共频道     | 普通話 | SD: PAL 576i 16:9 HD：1080i 16:9 |          |          |      |

### 广播频道
| 頻道名稱     | 语言   | 广播频率 | 啟播時間 | 频道前身 | 備註 |
| 综合广播     | 普通話 | FM 99.0  |          |          |      |
| 交通音乐广播 | 普通話 | FM 107.4 |          |          |      |
| 乡村生活广播 | 普通話 | FM 104.9 |          |          |      |
| 故事广播     | 普通話 | FM 89.5  |          |          |      |

## 主要电视节目
- 南宁新闻：时政新闻节目[3]，主要报道南宁重要事件[8]
- 新闻夜班：民生类新闻节目[3][9]，2001年7月16日开播，宗旨是“关心百姓 感受民生”[10]
- 向人民承诺—电视问政：问政访谈类节目[11]，由南宁市委、市政府主办[12]